# Sarcotoechia
Genre
Classification APG III (2009)
Sarcotoechia est un genre d'arbres de la famille des Sapindaceae originaire d'Australie, Papouasie-Nouvelle-Guinée et Moluques. 

## Espèces
- Sarcotoechia angulata
- Sarcotoechia apetala
- Sarcotoechia bilocularis
- Sarcotoechia cuneata
- Sarcotoechia heterophylla
- Sarcotoechia lanceolata
- Sarcotoechia planitiei
- Sarcotoechia protracta
- Sarcotoechia serrata
- Sarcotoechia villosa

## Liste d'espèces
Selon NCBI (26 déc. 2010) :
- Sarcotoechia serrata
- Sarcotoechia villosa